# Enforcer (Band)
Enforcer ist eine schwedische Heavy-Metal-Band aus Arvika.

## Geschichte

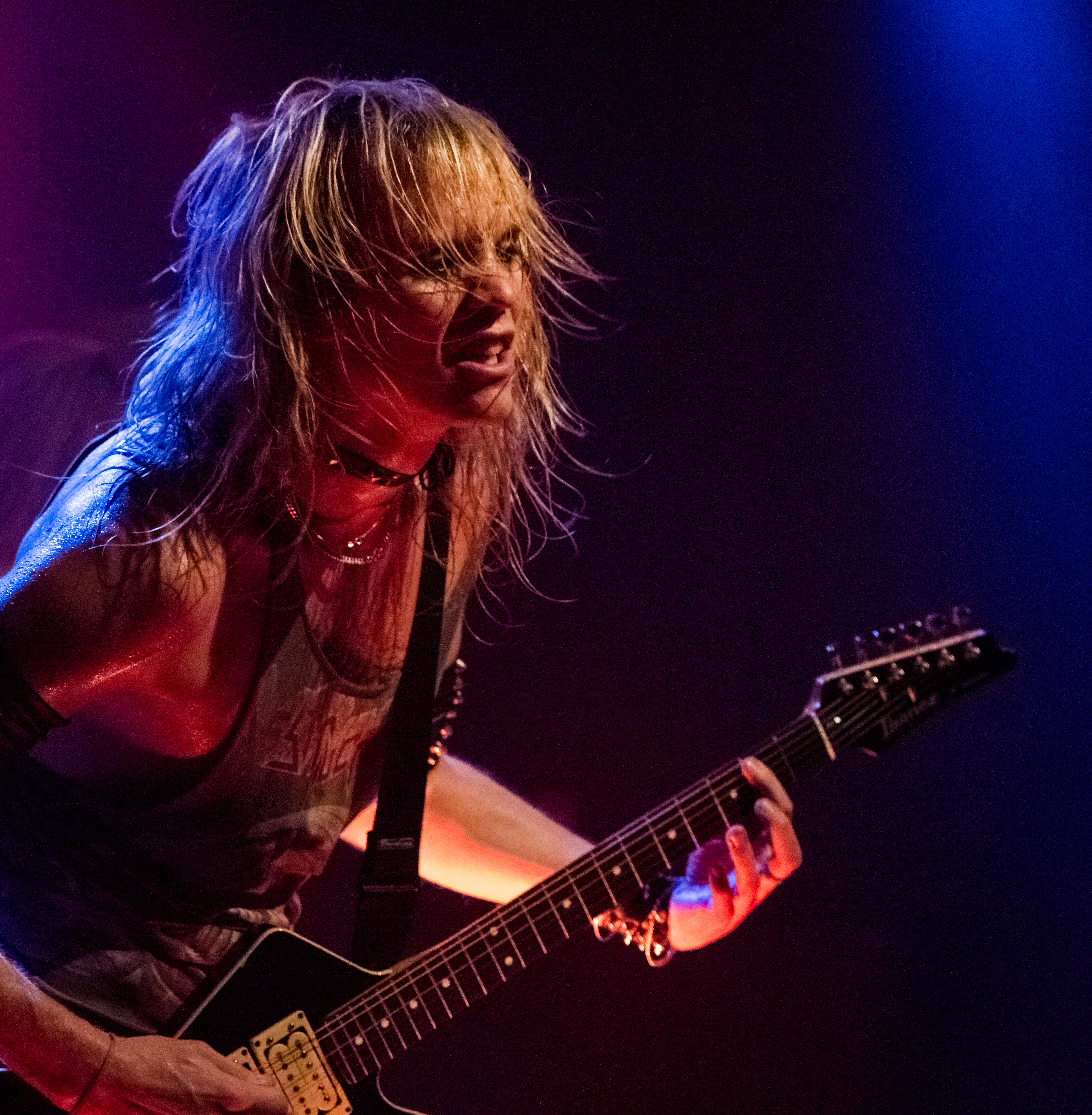
Olof Wikstrand von Enforcer beim Börsencrash Festival 2015.

Die Band wurde 2004 als Soloprojekt von Olof Wikstrand gegründet, der später allerdings bei Studioaufnahmen nur noch den Gesang, beziehungsweise bei Liveauftritten Gesang und Gitarre übernahm.
In den folgenden Jahren schlossen sich ihm der Gitarrist Adam Zaars (Tribulation, Repugnant), der Bassist Joseph Tholl und Jonas Wikstrand am Schlagzeug an. Letzterer wechselte im Jahr 2007 zur Bassgitarre und wurde von Jakob Ljungberg am Schlagzeug vertreten, der die Band aber schon kurze Zeit später wieder verließ. In der Besetzung Wikstrand/Zaars/Tholl/Wikstrand nahm die Band 2007–2008 das Debütalbum Into the Night auf, das vom US-amerikanischen Label Heavy Artillery veröffentlicht wurde.
Nach dem Einstieg von Bassist Tobias Lindqvist im Jahr 2008 wechselte Joseph Tholl zur Gitarre. In dieser Besetzung nahmen Enforcer von November 2009 bis Januar 2010 ihr zweites Studioalbum Diamonds auf, das von Heavy Artillery in Nordamerika und Earache Records in Europa veröffentlicht wurde. Es folgte eine Europatour zusammen mit den Bands Suicidal Angels, Steelwing und Cauldron unter dem Namen Power of Metal.
Im Oktober 2010 drehte die Band ein Musikvideo zum Lied Midnight Vice vom Album Diamonds. Regie führte Patric Ullaeus. Im November und Dezember 2010 folgte eine Europatournee im Vorprogramm der australischen Rockband Airbourne.
Am 22. März 2011 gab die Band den Ausstieg von Gitarrist Adam Zaars bekannt, dessen Position Olof Wikstrand zusätzlich zum Gesang übernehmen soll. Im April tourte Enforcer mit den Bands Bullet und Skull Fist durch Europa und spielte im Anschluss auf dem Musikfestival Keep It True.

## Stil
Die Band wird häufig dem Heavy- und gelegentlich auch Speed-Metal zugeordnet. In seinem Review zu Diamonds vermerkt Andreas Himmelstein von der Zeitschrift Rock Hard, „Haupteinflüsse [seien] nach wie vor Bands wie frühe Maiden, Riot und ein Hauch Exciter oder Savage Grace“. Das Album erreichte in dieser Ausgabe Platz 5 in der Richterskala.

## Diskografie

### Studioalben
- 2008: Into the Night (Heavy Artillery)
- 2010: Diamonds (Europa: Earache Records, Nordamerika: Heavy Artillery)
- 2013: Death by Fire (Nuclear Blast)
- 2015: From Beyond (Nuclear Blast)
- 2019: Zenith (Nuclear Blast)
- 2023: Nostalgia (Nuclear Blast)

### Live-Alben
- 2015: Live by Fire (Nuclear Blast)
- 2021: Live by Fire II (Nuclear Blast)

### Sonstiges
- 2005: Evil Attacker (Demo)
- 2007: Evil Attacker / Mistress From Hell (Single)
- 2010: Nightmare Over the UK (Split-Single mit Cauldron; Earache Records)
- 2010: Take Me to Hell / Night Walker (Split-Single mit Volture; Earache Records)
- 2011: Back on the Road / High Roller (Split-Single mit Bullet; Black Lodge Records)
- 2013: Mesmerized by Fire (Single)

### Musikvideos
- 2009: Black Angel (Into the Night)
- 2010: Midnight Vice (Diamonds)
- 2013: Mesmerized by Fire (Death by Fire)
- 2015: Destroyer (From Beyond)
- 2015: Undying Evil (From Beyond)
- 2019: Die for the Devil (Zenith)
- 2019: Regrets (Zenith)
- 2019: Muere Por El Diablo (Zenith)
- 2019: Searching for You (Zenith)
- 2019: Sail On (Zenith)
- 2021: Kiss of Death
- 2023: Nostalgia